# Nationalzoo von Bangladesch
Koordinaten: 23° 48′ 45,6″ N, 90° 20′ 40,6″ O
Der Nationalzoo von Bangladesch (bengalisch বাংলাদেশ জাতীয় চিড়িয়াখানা Bāṃlādeś Jātīẏa Ciṛiẏākhānā, Bangladesh Jatio Chiriakhana) ist ein Zoo im Mirpur-Abschnitt von Dhaka, der Hauptstadt Bangladeschs. Der Zoo beherbergt viele einheimische und nicht einheimische Tiere und Wildtiere und zählt jedes Jahr rund drei Millionen Besucher. Der Name des Zoos wurde am 5. Februar 2015 von Zoo von Dhaka in Nationalzoo von Bangladesch geändert.
Der 1974 gegründete 75 Hektar große Nationalzoo von Bangladesch ist der größte Zoo in Bangladesch und wird vom Ministerium für Fischerei und Viehzucht betrieben. Der Zoo zieht täglich rund 10.000 Besucher an, Tendenz steigend an Wochenenden und Feiertagen. Der Zoo ist auch bekannt für seine schlechten Bedingungen für Tiere und die Korruption seiner Beamten.
Das jährliche Budget des Nationalzoos von Bangladesch beträgt 37,5 Millionen Taka, von denen 25 Millionen Taka für die Fütterung der Tiere ausgegeben werden.

## Geschichte
Am 26. Dezember 1950 erklärte das Ministerium für Landwirtschaft, Zusammenarbeit und Hilfe offiziell, einen Zoo in Dhaka zu gründen. Daher begann der Zoo in dieser Zeit in der Nähe des Dhaka High Court mit mehreren Axishirschen, Affen und Elefanten. Der Zoo verlagerte sich später, um das Dienstmädchen Eid-Gah mit mehr Tieren zu präsentieren. Später im Jahr 1961 wurde ein Vorstand geschaffen, um die ordnungsgemäße Verwaltung des Zoos zu gewährleisten. Später, nach dem Erwerb von Tieren aus dem In- und Ausland, wurde der Zoo am 23. Juni 1974 an seinem heutigen Standort eröffnet.

## Tiere
Im Zoo leben derzeit 2150 Tiere aus 134 Arten.
Der Zoo beherbergt 58 Arten von Säugetieren, darunter Elefanten, Geparde, Nashörner, Zebras, Wasserböcke, Otter, Hyänen, Rehe, Giraffen, Impalas, Kragenbären, Tapire, Flusspferde, Löwen, viele Arten von Affen (darunter Schimpansen und Paviane) und Königstiger.
In den Vogelhäusern des Zoos leben mehr als 1500 Vögel aus 91 Arten, darunter Pfauen, Nandus, Graupapageien, Kasuare, Eulen, Strauße, Emus, Krickenten, Finken, Australsäbler, Geier und Adler. Die beiden Seen des Zoos beherbergen auch jeden Winter wandernde Wasservögel.
Die Besucher können auch 13 Reptilienarten wie Schlangen und Krokodile sowie 28 Fischarten sehen.

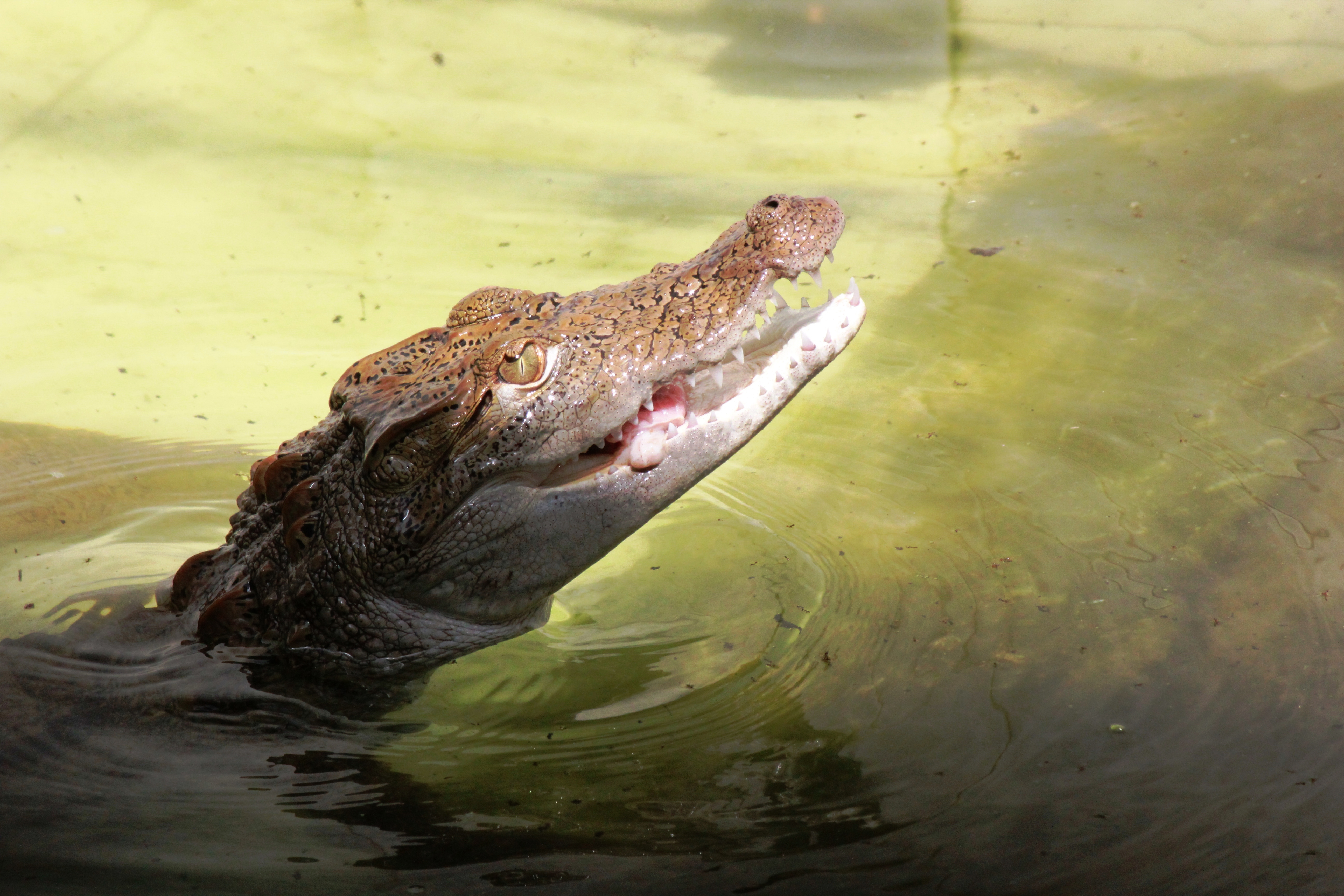
Ein Sumpfkrokodil im Nationalzoo von Bangladesch

## Aktivitäten
Es gibt im Zoo die Möglichkeit, auf Elefanten oder Pferden zu reiten.

## Kritik
Nach einer Reihe von Todesfällen unter den Zootieren im Jahr 2009 wurden der Zookurator und der stellvertretende Kurator vorübergehend suspendiert und ein Untersuchungsausschuss gebildet. Die Zooleitung behauptete, ihr Hauptproblem sei der Mangel an Tierärzten (es gebe nur einen Arzt) und sie habe bereits zusätzliches Tierarztpersonal angefordert.
Der Zoo wird von internationalen Behörden als korrupt eingestuft, und als 2013 zwei Spitzmaulnashörner von Südafrika nach Dhaka geschickt wurden, äußerten Naturschutzgruppen in Südafrika Bedenken wegen der entsetzlichen Behandlung von Tieren und nannten es ein „Höllenloch“.

## Galerie

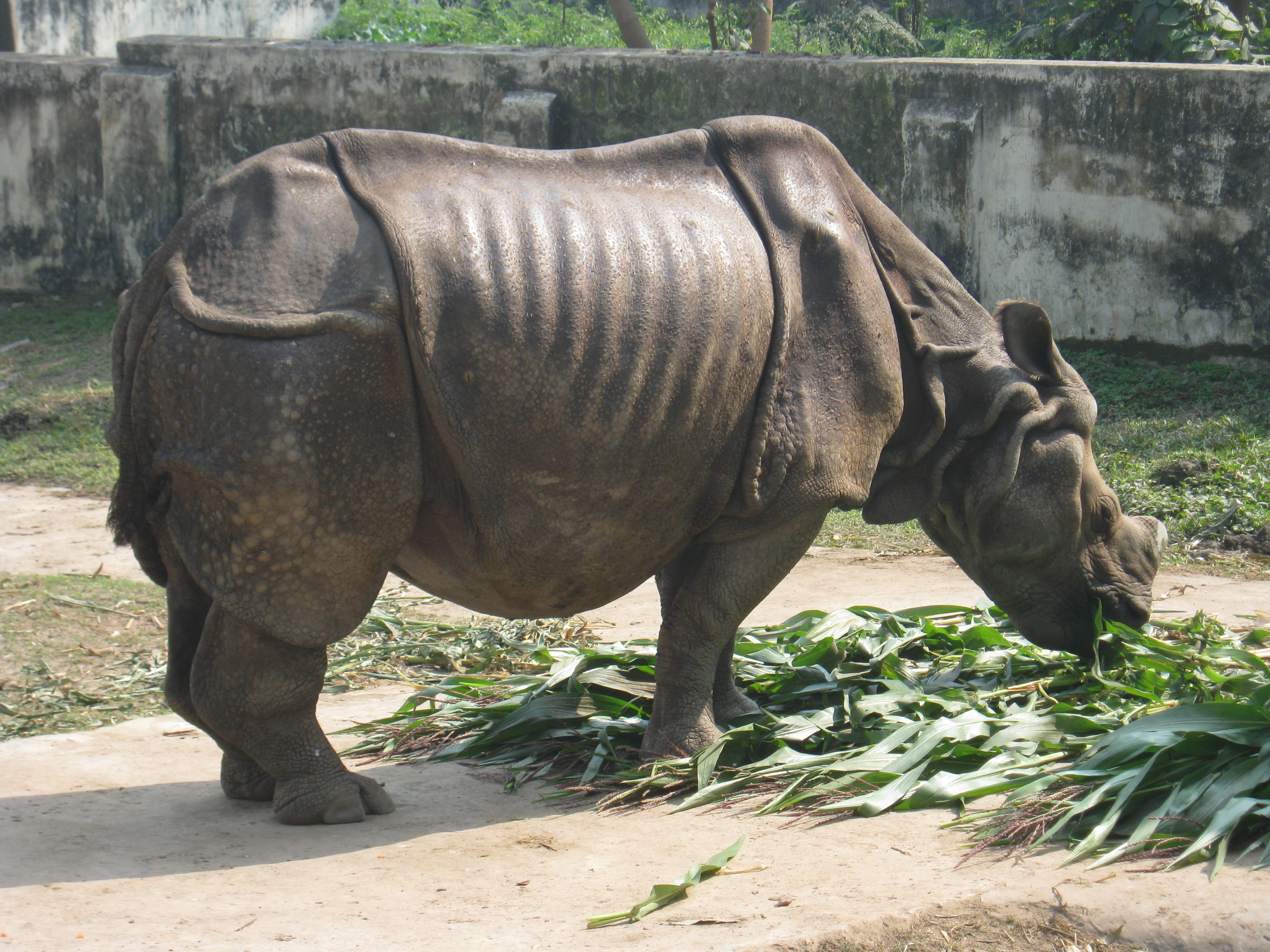
Ein Panzernashorn
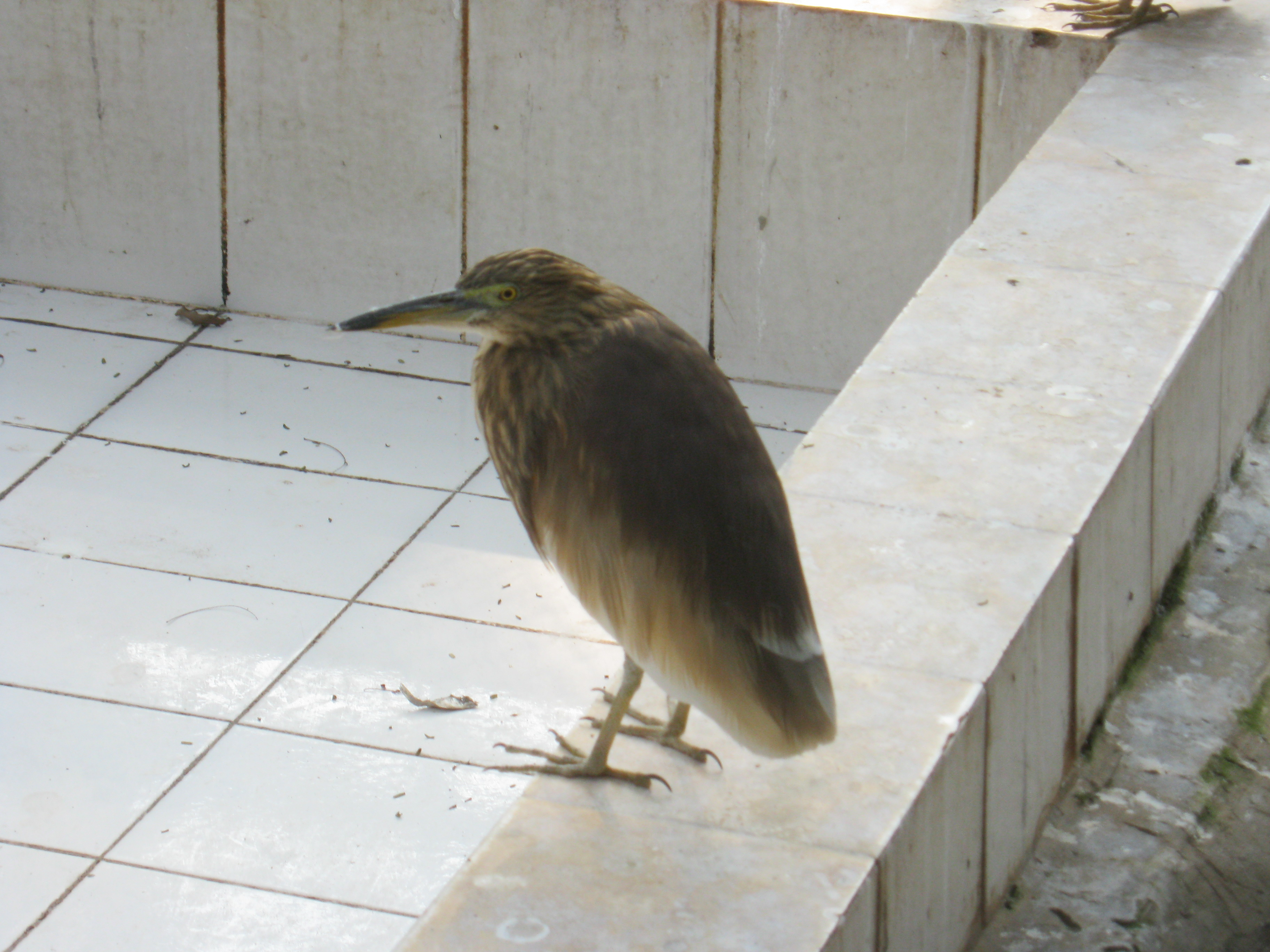
Ein Schopfreiher
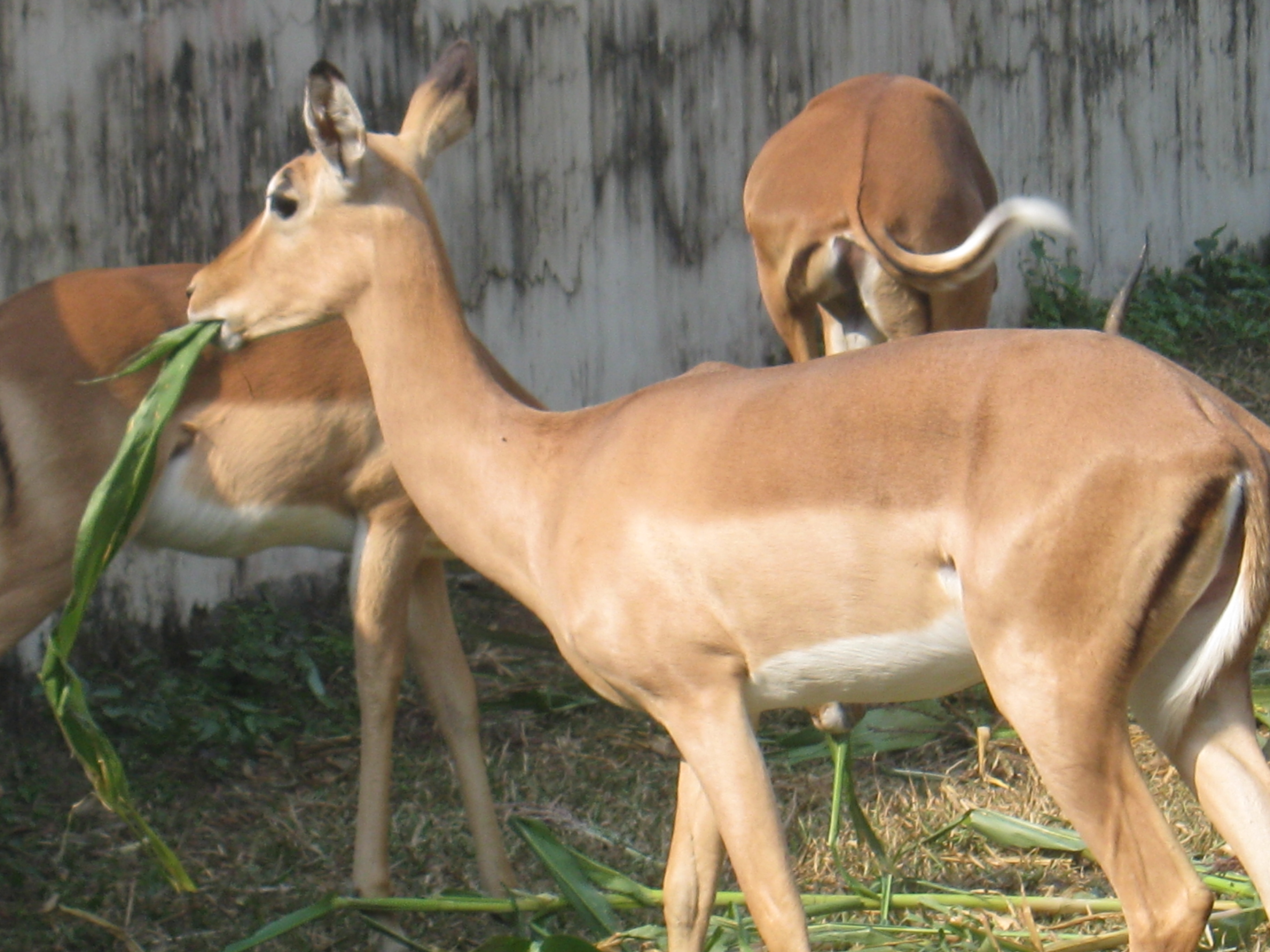
Eine Impala
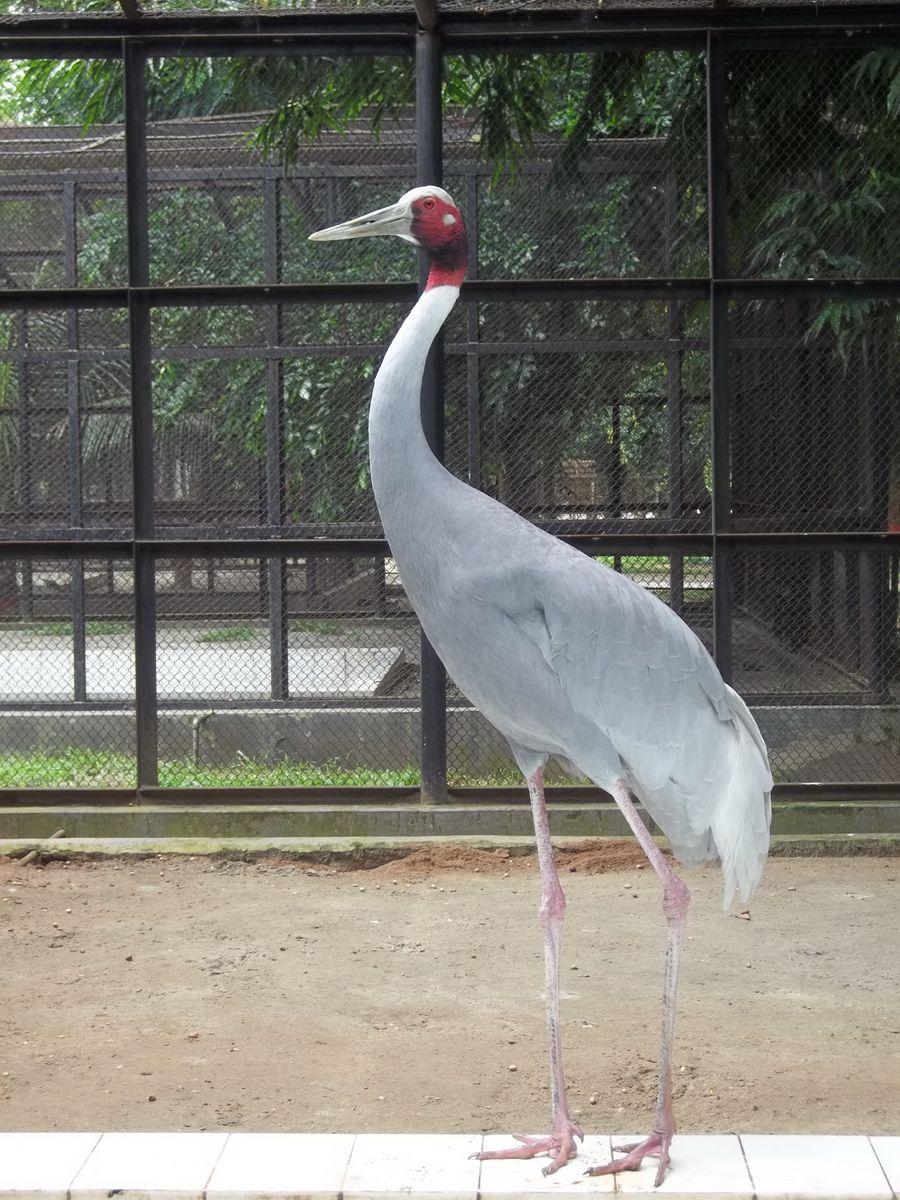
Ein Saruskranich
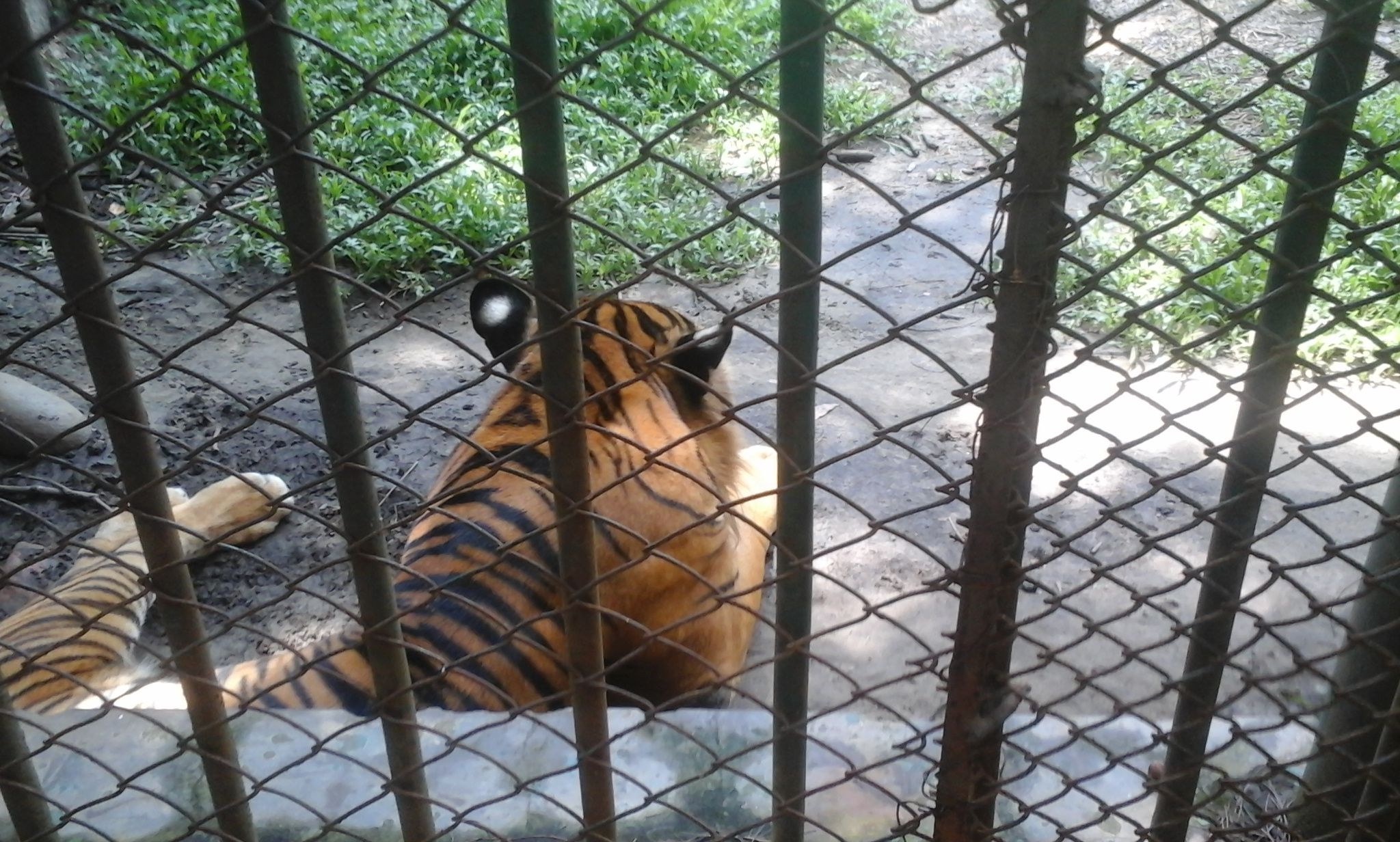
Ein Königstiger
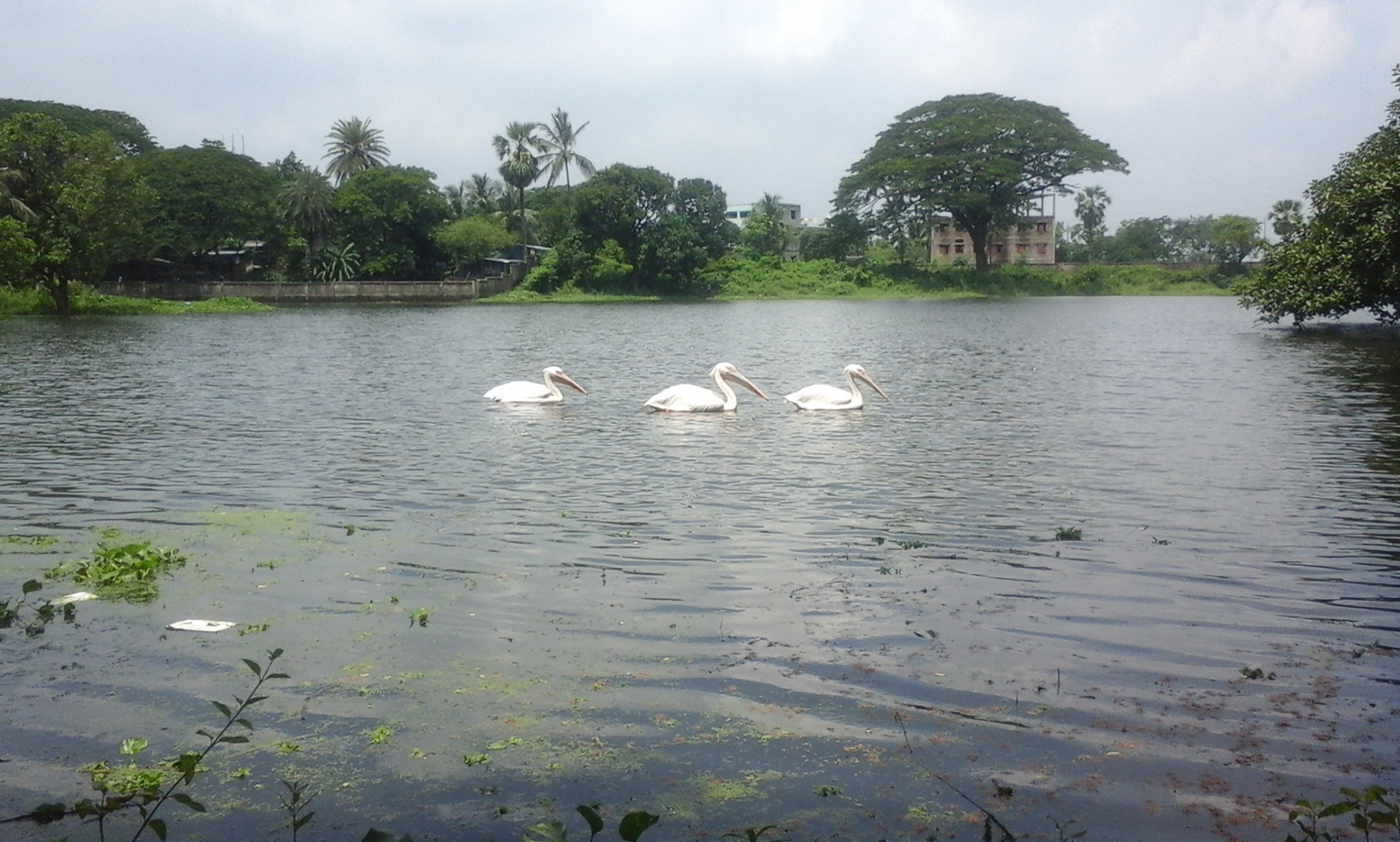
Rosapelikane